# 제프리 노스코트

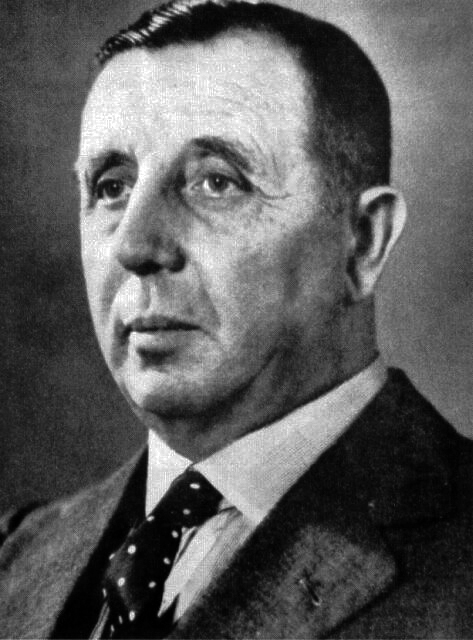
제프리 노스코트

제프리 알렉산더 스태포드 노스코트 경, KCMG KStJ(Sir Geoffrey Alexander Stafford Northcote, 중국어: 羅富國, 1881년 2월 9일~1948년 7월 10일)은 영국의 식민지 관리로 영국령 기아나와 영국령 홍콩 등에서 총독을 지냈다.

## 홍콩 총독
노스코트는 1937년 홍콩 총독 겸 총사령관이 됐다. 노스코트의 임기 중에 중일 전쟁이 발발했고 중국 전역에서 전투가 발생했다. 홍콩을 보호하기 위해 노스코트는 즉시 홍콩을 중립 지대로 선포했다. 전쟁이 진행됨에 따라 광둥성이 일본군에 함락되었는데 그 결과 난민으로 인해 홍콩 인구가 폭증했다. 노스코트는 빈민층의 수요를 위해 주택 및 사회 보장 제공 확대를 제안했다. 한편 일본군이 선전시을 잠식하기 시작하여 영국령 홍콩 정부는 방공 대피소 건축, 등화관제처럼 비상 사태에 대응하기 위한 다양한 조치들을 취했고 노스코트는 사회 보장 확대 계획을 철회했다.
영국에서 6개월 간 휴가를 보낸 노스코트는 1941년 3월 홍콩으로 귀환했다. 건강 문제로 인하여 임기가 만료된 후 퇴임했다.
| 전임 앤드류 칼데콧 | 제20대 홍콩의 총독 1937년 10월 28일~1941년 9월 6일 | 후임 마크 영 |